# 川島弘三
川島 弘三（かわしま こうぞう、1926年9月26日 - ）は、北海道小樽市出身の元スキージャンプ選手。

## プロフィール
スキーの名門旧制小樽中学（現：北海道小樽潮陵高等学校）入学時は野球の選手で1年からセカンドのレギュラーとなったが、3年の冬にスキー部へ移り本格的にジャンプを始める。戦後明治大学に進学し、1948年の全日本学生スキー選手権大会（インカレ）で優勝、1952年のオスロオリンピック代表（42位）。

## 参考資料
- 北海道新聞1976年12月〜1月夕刊連載　”人脈北海道”ウインタースポーツ編